# Hnutí Já jsem

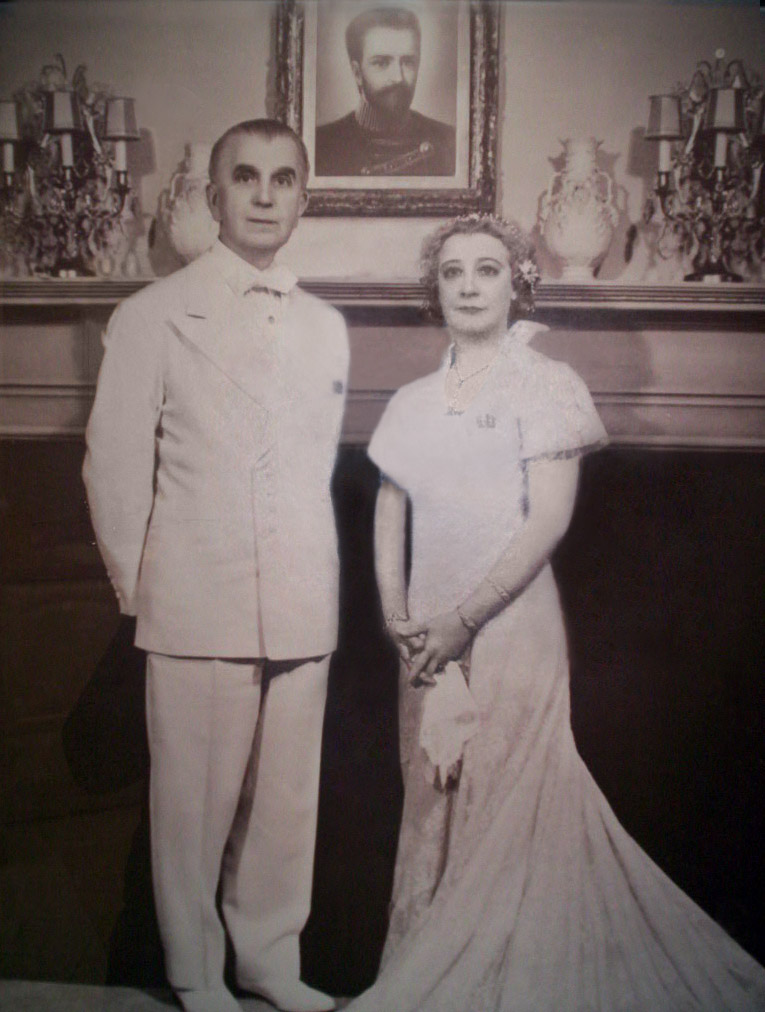
Guy a Edna Ballardovi

Hnutí Já jsem je nové náboženské hnutí, které ve Spojených státech roku 1930 založil Guy Ballard a jeho žena Edna. Svými kořeny sahá k teosofii.

## Vznik
V srpnu roku 1930 Ballard šplhal na kalifornskou horu Shasta. Podle jeho tvrzení se zde setkal s Mistrem hrabětem de Saint-Germain. Saint-Germain Ballardovi sdělil, že on, Vznešený Mistr, hledá někoho, komu by mohl předat „Veliké zákony života“. Manželé Ballardovi za svého života nashromáždili obrovské množství informací, které podle jejich tvrzení pochází právě od Vznešeného Mistra. Mělo jít až o tři tisíce setkání.
Jediní Akreditovaní poslové Vznešených Mistrů byli manželé Ballardovi a jejich syn Daniel. Založili Saint Germain Press, aby mohli vydávat své knihy. Mezi nejznámější patří Odhalená místa (1934) či JÁ JSEM – vzývání a ujištění (1936). Kniha Magická přítomnost vyšla v roce 1935 a podobně jako ostatní líčí zkušenosti a zážitky se setkání se hrabětem Saint-Germain.
Organizace neustále rostla a počet stoupenců Hnutí Já jsem se na konci třicátých let odhadoval až na milion i více. Roku 1939 zemřel Guy Ballard a ještě téhož roku byli vůdcové Já jsem obviněni a usvědčeni z poštovních podvodů. Někteří bývalí studenti je totiž obvinili, že prostřednictvím pošty získávají peníze na „falešné náboženství“. Hnutí tak mezi lety 1942–1954 nemohlo využívat klasické pošty a muselo své knihy nabízet a prodávat prostřednicstvím Železničního expresu. V roce 1957 byl hnutí přiznán statut náboženství a bylo tím osvobozeno od daní.
Edna Ballardová zemřela v roce 1971 a vedení hnutí připadlo do rukou výkonných ředitelů. Daniel Ballard z hnutí vystoupil.

## Učení
Hnutí učí, že všemohoucí, vševědoucí a všudepřítomný Bůh stvořitel („Já jsem“ – Exodus 3:14) je v každém z nás jako jiskra Božského plamene a že jeho přítomnost, lásku a sílu a světlo – moc Fialového stravujícího plamene božské lásky – můžeme zakoušet skrze tichou meditaci a opakování "ujištění" a "výnosů". Jakmile člověk bude v něco věřit, může docílit toho, že se to opravdu stane. Musí však svou sílu užívat moudře a s rozmyslem, pro dobro všech. Zneužití síly bývá doprovázeno mnoha neshodami, mnohdy i smrtí.
Za Vznešeného mistra se vedle Saint-Germain počítá i Ježíš. Díky tomu se Hnutí Já jsem řadí k novým náboženským hnutím vyšlých z křesťanství. Vznešení mistři podobně jako bódhisattvové vystoupili z reinkarnačního procesu.